# Cafetal Grande
Cafetal Grande är en ort i Mexiko.   Den ligger i kommunen José María Morelos och delstaten Quintana Roo, i den östra delen av landet, 1 100 km öster om huvudstaden Mexico City. Cafetal Grande ligger 19 meter över havet och antalet invånare är 334.
Terrängen runt Cafetal Grande är huvudsakligen platt. Cafetal Grande ligger nere i en dal. Runt Cafetal Grande är det mycket glesbefolkat, med 5 invånare per kvadratkilometer. Närmaste större samhälle är José María Morelos, 12,3 km öster om Cafetal Grande. I omgivningarna runt Cafetal Grande växer i huvudsak städsegrön lövskog.